# Folkušová
Folkušová – wieś (obec) w północnej Słowacji, w powiecie Martin, w kraju żylińskim. Wieś wzmiankowana po raz pierwszy w 1331 roku jako Villa Folkus. Znajduje się w Kotlinie Turczańskiej, u podnóży szczytów Wielkiej Fatry: Brotnicy i Pekarovej.

## Przypisy

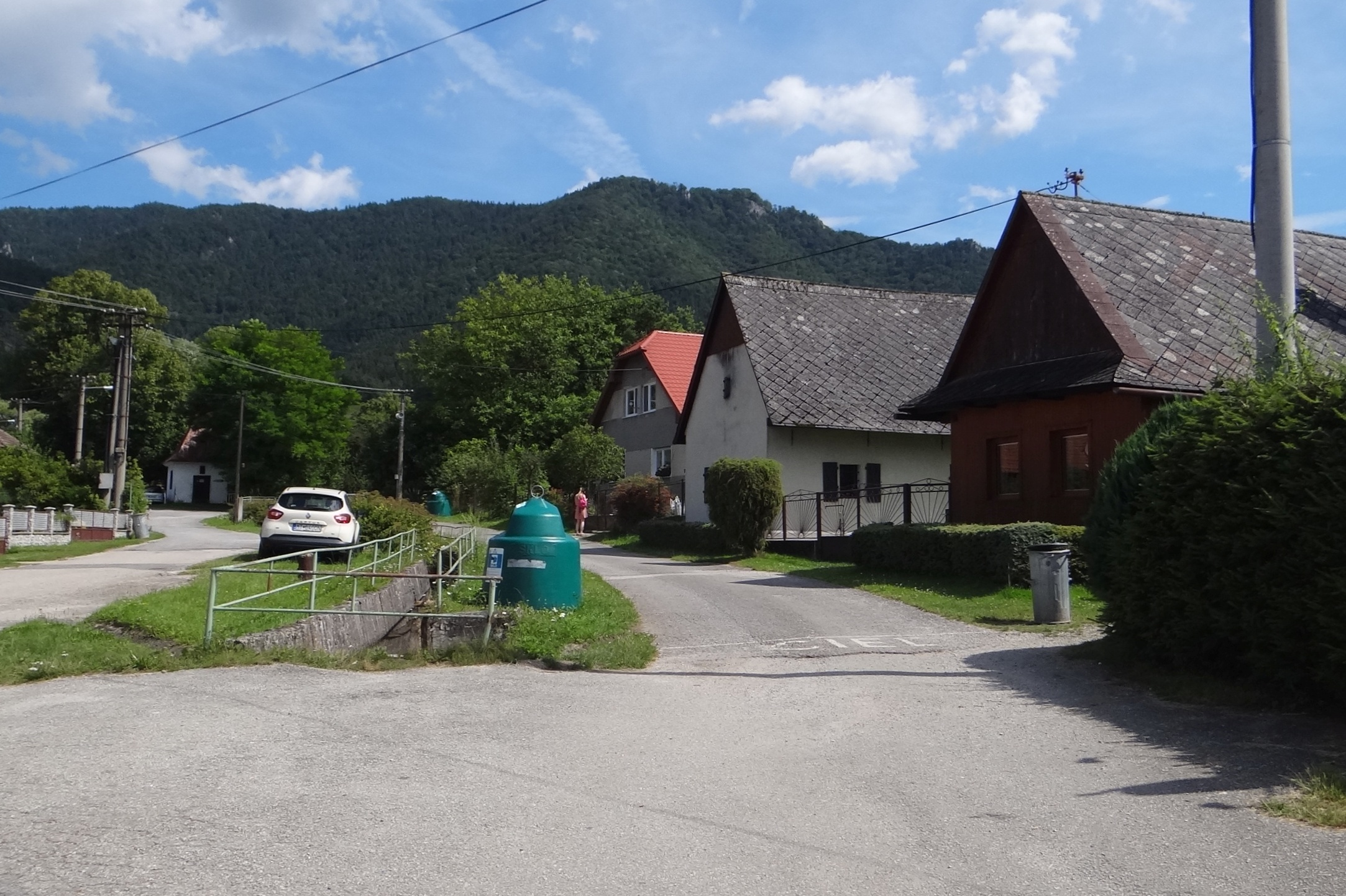
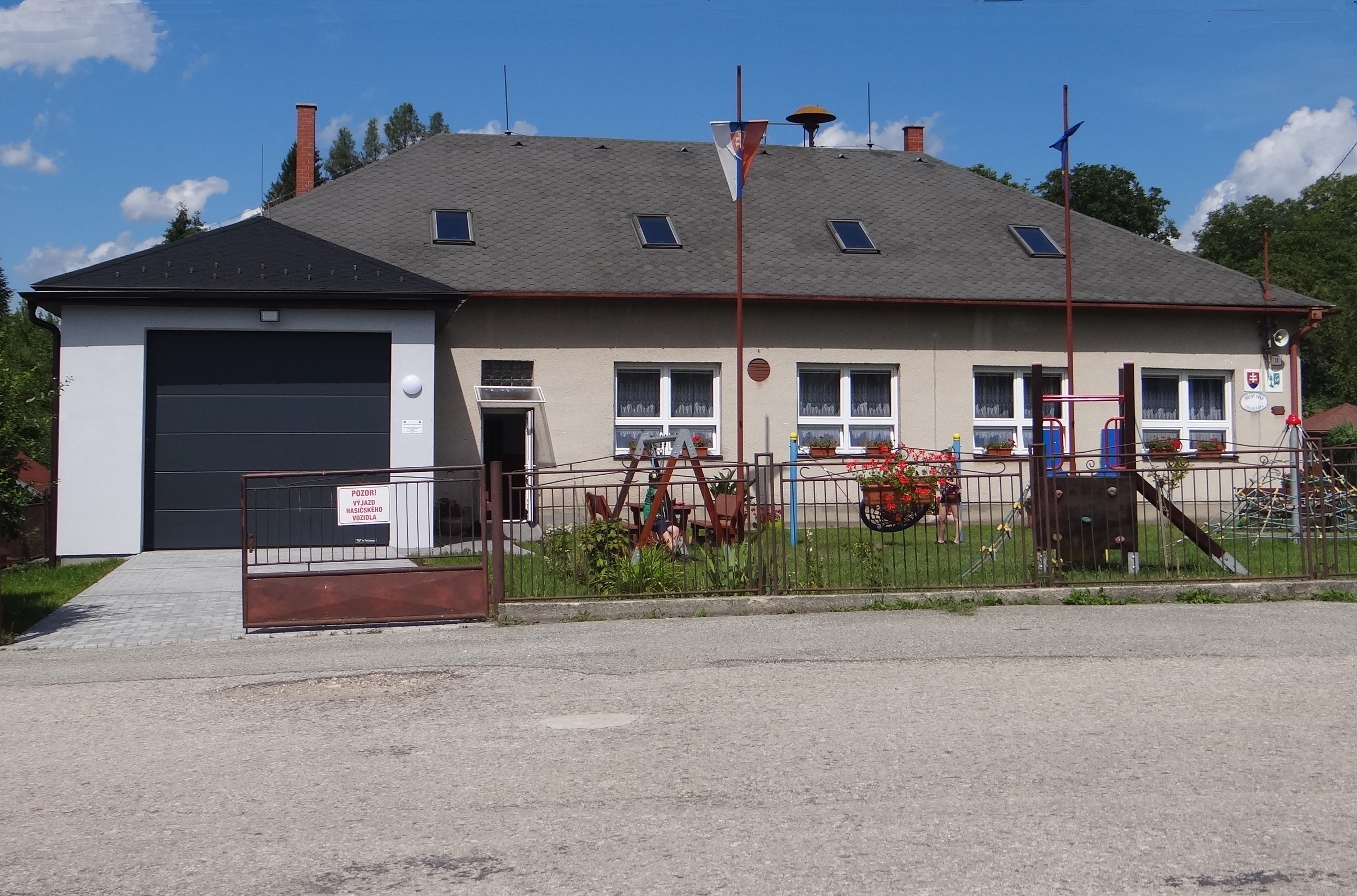
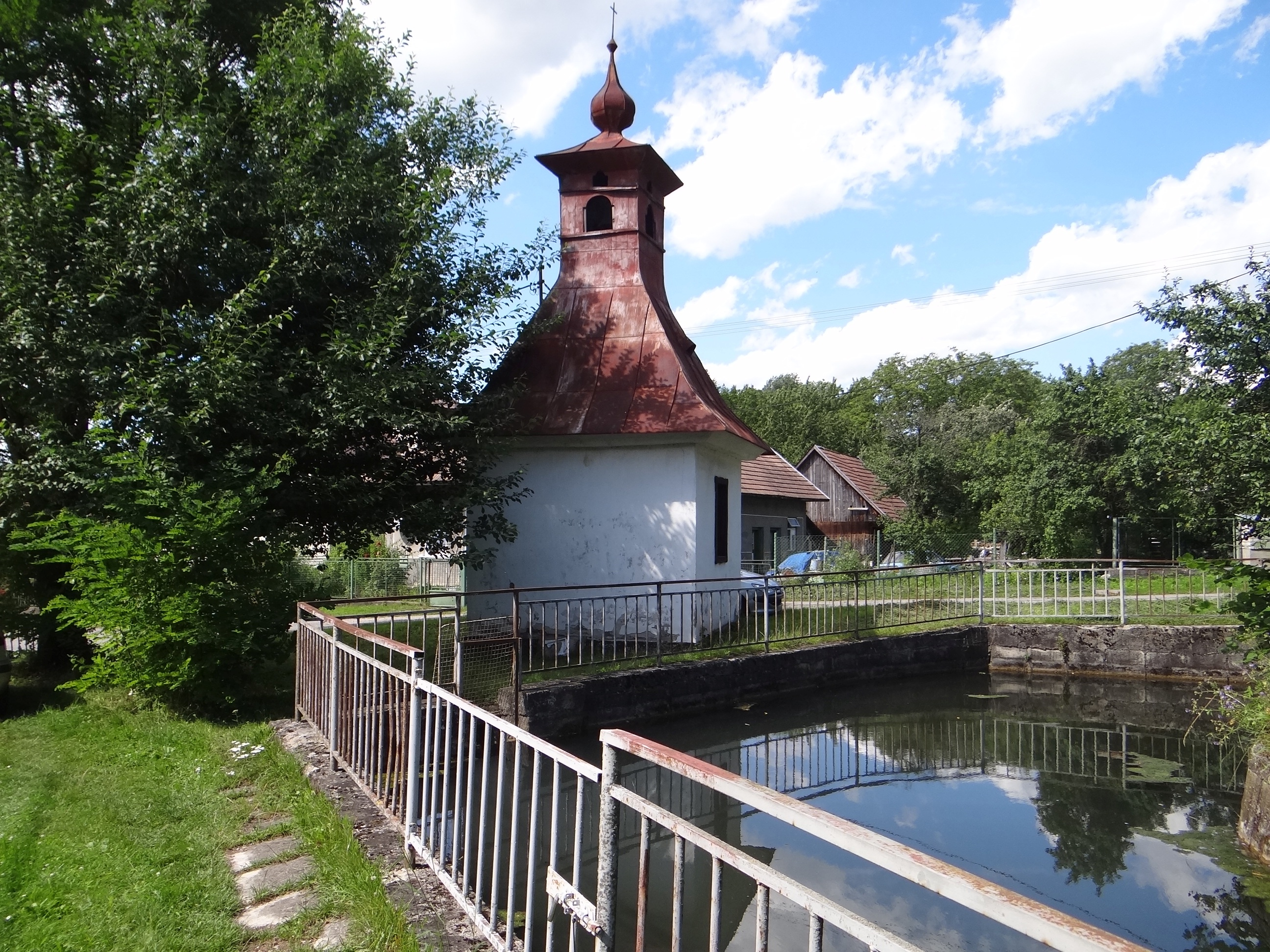
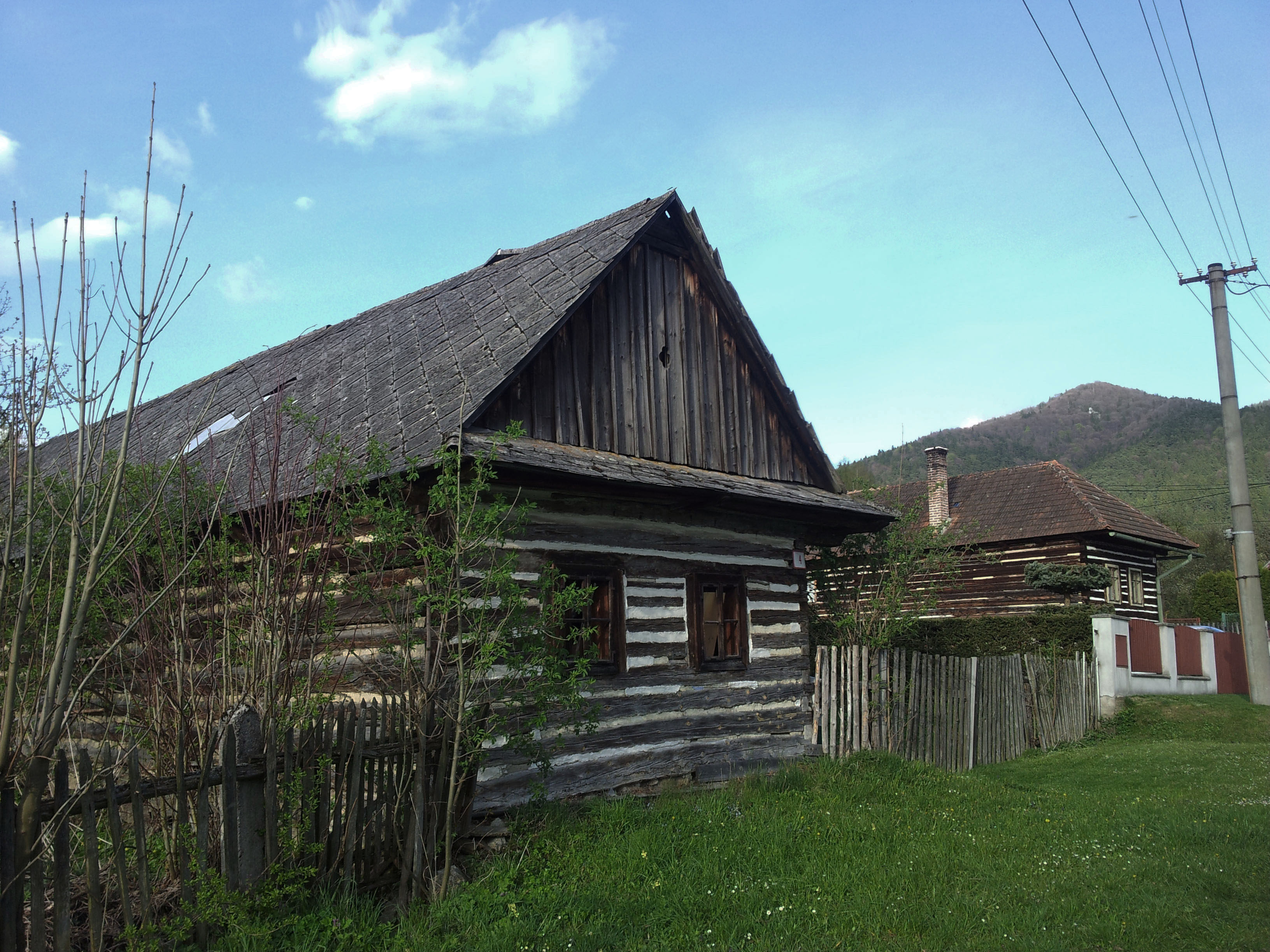